# Acanthoplus longipes
Acanthoplus longipes är en insektsart som först beskrevs av Toussaint de Charpentier 1845.  Acanthoplus longipes ingår i släktet Acanthoplus och familjen vårtbitare. Inga underarter finns listade i Catalogue of Life.

## Bildgalleri

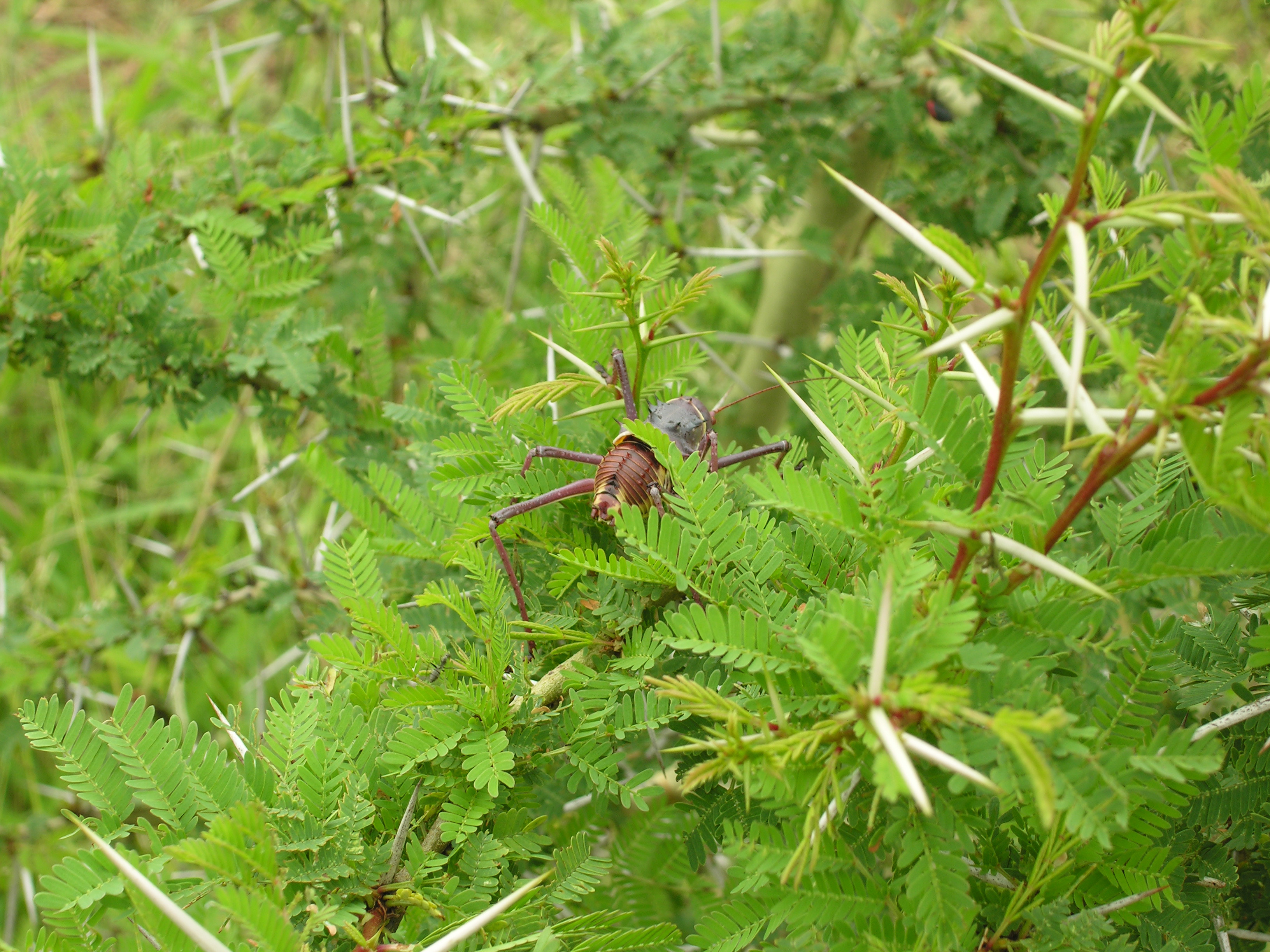
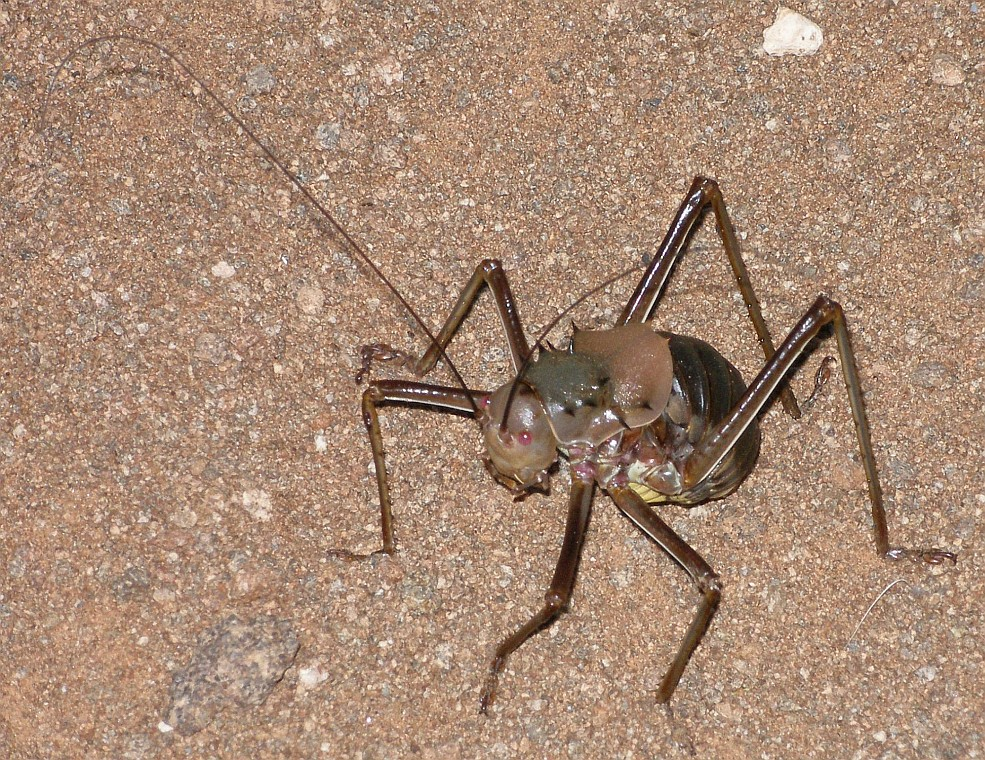
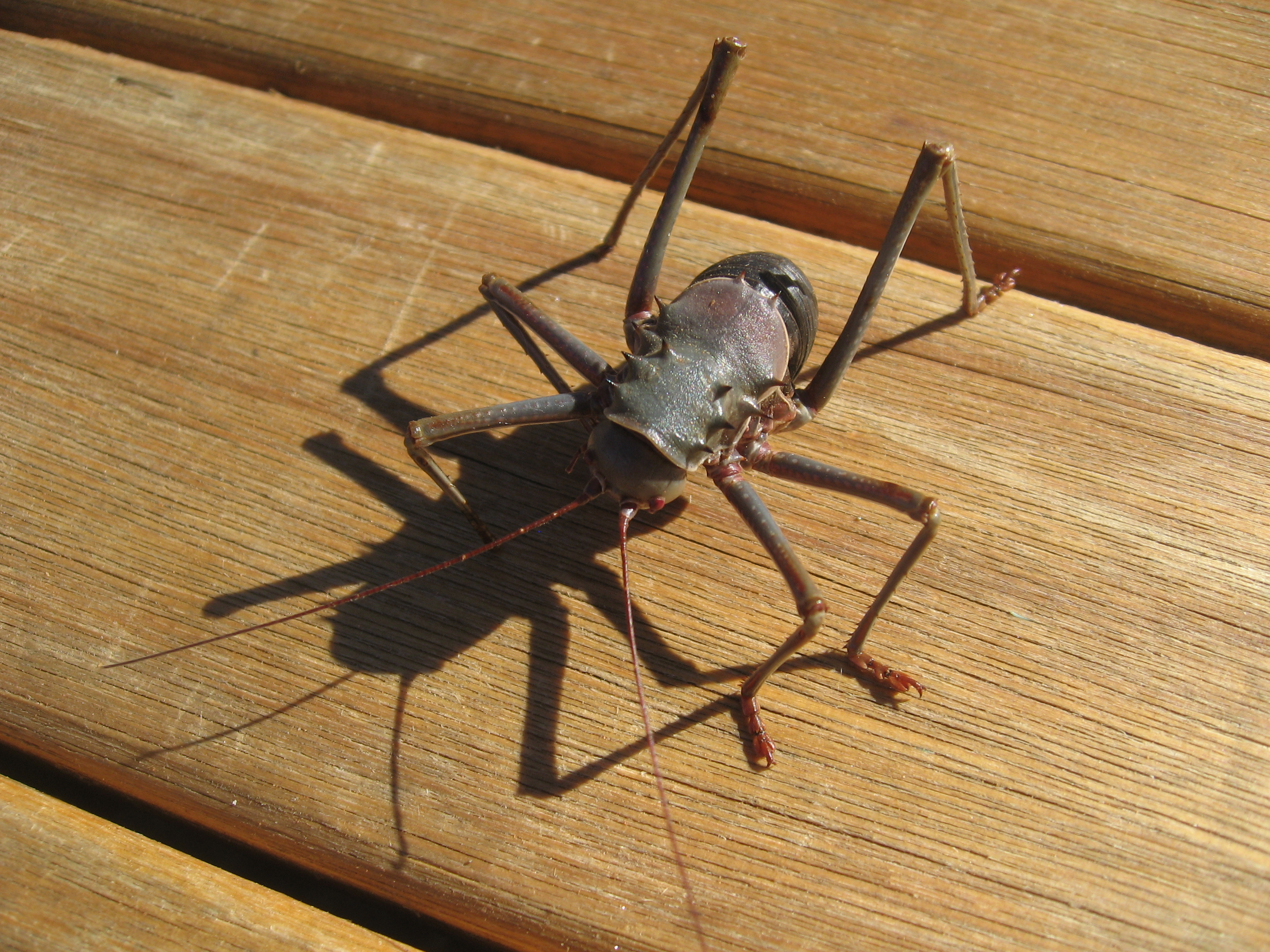
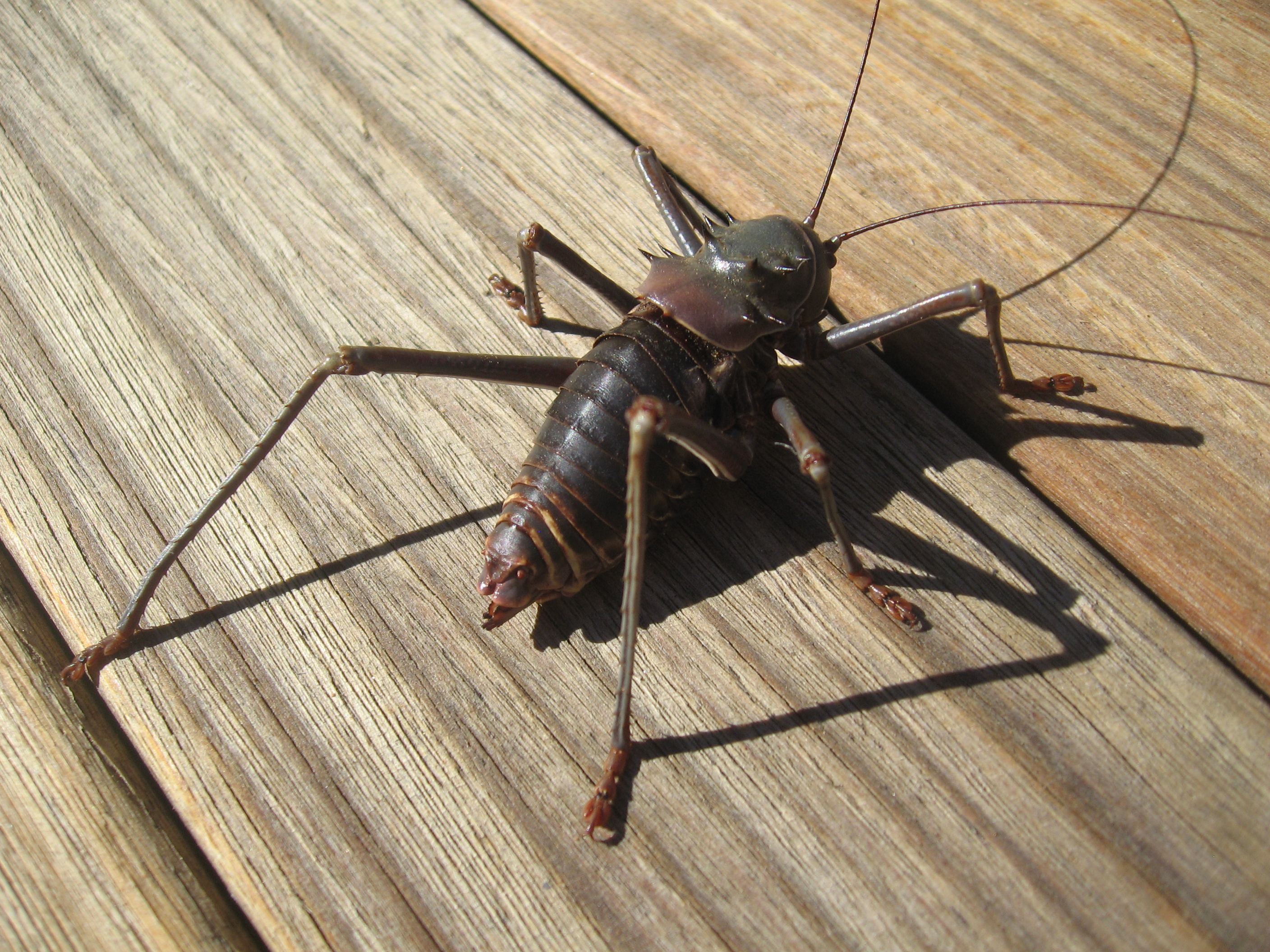